# Major Ferenc (labdarúgó)
Major Ferenc, (Mosonmagyaróvár, 1956. augusztus 9. –) labdarúgó, hátvéd.

## Pályafutása
1975 és 1977 között a Dorogi Bányász, 1977 és 1981 között volt a Ferencváros játékosa. Egyszeres magyar bajnok és egyszeres magyar kupagyőztes a csapattal. A Fradiban 76 mérkőzésen szerepelt (59 bajnoki, 5 nemzetközi, 12 hazai díjmérkőzés) és 3 gólt szerzett (1 bajnoki, 2 egyéb). Ezt követően a ZTE játékosa lett. 1984 nyarán a Bakony Vegyészhez igazolt. 1985 nyarán Szentgotthárdra szerződött.

## Sikerei, díjai
- Magyar bajnokság
  - bajnok: 1980–81
  - 2.: 1978–79
- Magyar kupa
  - győztes: 1978